# Jonas Basanavičius
Jonas Basanavičius (pol. Jan Basanowicz; ur. 23 listopada 1851 w Oszkobolach, zm. 16 lutego 1927 w Wilnie) – litewski lekarz, pisarz, krytyk literacki, działacz społeczny; w 1883 wydał w Tylży pierwszy numer miesięcznika „Aušra” (1883–1886).

## Życiorys
Jonas Basanavičius urodził się we wsi Oszkobole w guberni augustowskiej, w Królestwie Polskim. Po ukończeniu Gimnazjum w Mariampolu studiował filologię rosyjską, a następnie medycynę na Uniwersytecie Moskiewskim. Ponieważ nie mógł znaleźć pracy na Litwie, wyjechał 1880 do Bułgarii, potem 1882 do Pragi, gdzie kontynuował studia medyczne. Wiosną 1883 opublikował na łamach wychodzącego w Petersburgu pisma „Nowoje wriemia” parę artykułów pod wspólnym tytułem Pa powodu polskich radostiej. Obciążył Polskę i Kościół katolicki winą za dawne i obecne niepowodzenia litewskie, a za potencjalnego sojusznika uznał Rosję. Zdaniem zwolenników autora, artykuły zwracały się przeciwko Polakom, lecz także przeciwko rosyjskiej polityce w Litwie. Zdaniem pism polskich: Czasu, Dziennika Poznańskiego, Gazety Narodowej, Przeglądu Katolickiego, były atakiem na polskość. Dodać należy, że samo pismo „Nowoje wriemia” założył w 1868 Adam Honory Kirkor, ale po 1870, zmieniwszy redaktora i właściciela, stało się wobec Polski wrogie. W 1884 przeniósł się znów do Bułgarii, gdzie w 1891 uzyskał obywatelstwo tego kraju. Był stale zaangażowany w sprawę odrodzenia Litwy. W 1904 powrócił na Litwę. W 1905 był organizatorem Wielkiego Sejmu Litewskiego w Wilnie (4 i 5 grudnia 1905). Podkreślał prawo Litwinów do życia, jakie mają inne narody, oraz do samodzielnego kształtowania swojego jutra. Zachęcał do pielęgnowania mowy litewskiej. Aušra pisała, że naród żyje dopóty, dopóki żywy jest jego język. W pierwszym numerze pisma ogłosił łacińskie motto: Homines historiarum ignorari sunt pueri (Ludzie nie znający historii pozostają dziećmi).
Basanavičius zmienił pisownię litewską: na łamach wydawanego przez siebie pisma, idąc za przykładem Jonasa Juški, zastąpił polskie sz i cz czeskimi š i č.
Był jednym z sygnatariuszy aktu niepodległości Litwy z 1918. Zamieszkał na stałe w Wilnie.
Zmarł w szpitalu w Wilnie na zapalenie płuc. Mimo braku w tym czasie stosunków dyplomatycznych między Litwą i Polską i blokady bezpośrednich połączeń komunikacyjnych z Polską, dzień pogrzebu Basanavičiusa w Wilnie był okazją do oficjalnej wizyty w tym mieście delegacji władz państwa litewskiego oraz jej spotkań z miejscowymi Litwinami.